# Běhák

8 – levý a pravý běhák

Běhák (latinsky tarsometatarsus) je kostní celek v kostře ptáků.
Z živočichů žijících v současnosti mají běhák výhradně ptáci, viz kostra ptáků. Běhák se nachází na pánevní končetině (zadní končetině) a navazuje na specifickou ptačí holeň (tibiotarsus). Vznikl srůstem kostí nártních (tarzálních) a kůstek zánártních (metatarzálních) kromě zánártní kůstky 1. prstu. 
Nezávisle se běhák vyvinul např. u dinosaurů z čeledi Heterodontosauridae. Nejstarší zástupci těchto malých ptakopánvých dinosaurů pocházejí z pozdního triasu (před 200 miliony let) a předcházejí tak první ptáky s běháky o téměř 100 milionů let.